# Noisetier d'Amérique
Corylus americana
Espèce
Statut de conservation UICN

 LC  : Préoccupation mineure
Le Noisetier d'Amérique (Corylus americana) est une espèce végétale de la famille des Betulaceae qui est native de l'Est de l'Amérique du Nord, dans l'Est du Canada et l'Est des États-Unis.

## Description
Cet arbuste à croissance rapide atteint une hauteur de 3 mètres et une largeur d'1,5 m.
Rustique, il a un enracinement superficiel et ne se plait pas dans les sols lourds. Il préfère l'exposition au soleil ou à mi-ombre.
Son fruit est une noisette légèrement aplatie.

## Écologie
Les noix produites par le noisetier d'Amérique sont une source de nourriture pour les écureuils, les cerfs, les pics bois, les faisans et d'autres animaux. Le chaton est une nourriture de choix pour la gélinotte huppée durant l'hiver.